# A.J. Simeon Stadium
A.J. Simeon Stadium – wielofunkcyjny obiekt sportowy w miejscowości High Point (stan Karolina Północna) w Stanach Zjednoczonych. 
Pojemność stadionu to 10 000 miejsc. Jest to największy stadion w High Point i rozgrywany na nim mecze futbolu amerykańskiego i piłki nożnej miejscowych zespołów z High Point Central High School oraz T. Wingate Andrews High School.
W latach 1996–1999 na nim rozgrywał swoje mecze domowe drużyna piłkarska Carolina Dynamo, która występowała w zawodowej USL Premier Development League. Obecnie gra Carolina Phoenix występująca w Independent Women's Football League.
Na stadionie również swoje mecze rozgrywała reprezentacja Stanów Zjednoczonych.